# Escola de Música da Universidade Federal da Bahia
A Escola de Música da Universidade Federal da Bahia é uma unidade universitária da Universidade Federal da Bahia. 

## História
A unidade tem sua origem nos Seminários Internacionais de Música sob o comando de Hans-Joachim Koellreutter durante a gestão do então Reitor Edgard Santos. Posteriormente ganhará estrutura universitária tanto como Escola de Música e Artes Cênicas da UFBA quanto, atualmente, como Escola de Música da UFBA.

## Cursos oferecidos
São oferecidos hoje os seguintes cursos em nível de graduação:
- Composição
- Regência
- Licenciatura em Música
- Instrumento
- Canto
- Música Popular

Em nível de pós-graduação (mestrado e doutorado) são oferecidos os cursos:
- Composição
- Musicologia
- Etnomusicologia
- Educação Musical
- Execução Musical

## Grupos musicais
- Orquestra Sinfônica da UFBA - OSUFBA
- Grupo de Compositores da Bahia
- Grupo de Percussão da UFBA
- Bahia Ensemble